# Obrium latecinctum
Obrium latecinctum es una especie de escarabajo longicornio del género Obrium, categorizada en la tribu Obriini, de la subfamilia Cerambycinae. Fue descrita por Joly en 2010.

## Descripción
Mide 3,64-5,44 mm de longitud.

## Distribución
Se distribuye por Venezuela.